# Ha Jung-eun

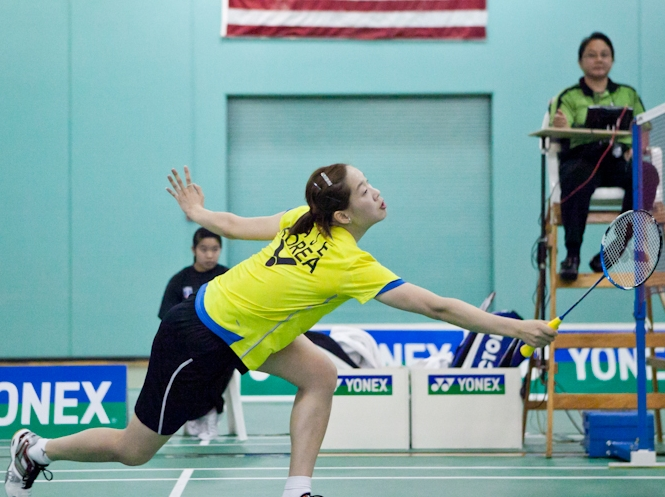
Ha Jung-eun bei den US Open 2011 (Foto:Sunny Wan).

Ha Jung-eun (koreanisch 하정은; * 26. April 1987 in Busan) ist eine Badmintonspielerin aus Südkorea.

## Sportliche Karriere
Ha Jung-eun gewann 2003 die Norwegian International und die Canada Open im Damendoppel. Bei der Asienmeisterschaft der Junioren 2005 gewann sie Gold im Mixed mit Lee Yong-dae. 2007 war sie noch einmal bei der Asienmeisterschaft der Junioren erfolgreich. Zwei Jahre später belegte sie den zweiten Platz bei den prestigeträchtigen All England. Im Uber Cup 2010 wurde sie Weltmeisterin mit dem südkoreanischen Team.
Bei den Olympischen Spielen 2012 wurde sie gemeinsam mit ihrer Partnerin Kim Min-jung vom Weltverband wegen Spielmanipulation von den Spielen disqualifiziert. Im letzten Gruppenspiel zeigten die beiden sichtbar nicht den Willen, das Spiel gewinnen zu wollen, da sie bei einer Niederlage in der anschließenden K.O.-Runde auf vermeintlich schwächere Gegner getroffen wären.

## Sportliche Erfolge
| Saison | Veranstaltung                   | Disziplin   | Platz | Name                       |
| ------ | ------------------------------- | ----------- | ----- | -------------------------- |
| 2003   | Norwegian International         | Damendoppel | 1     | Ha Jung Eun / Oh Seul-ki   |
| 2003   | Canada Open                     | Damendoppel | 1     | Lee Eun-woo / Ha Jung-eun  |
| 2005   | Asienmeisterschaft der Junioren | Mixed       | 1     | Lee Yong-dae / Ha Jung-eun |
| 2007   | Canada Open                     | Damendoppel | 1     | Hwang Yu-mi / Ha Jung-eun  |
| 2009   | All England                     | Mixed       | 2     | Ko Sung-hyun / Ha Jung-eun |
| 2010   | Uber Cup                        | Team        | 1     | Südkorea                   |
| 2011   | Swiss Open                      | Damendoppel | 1     | Ha Jung-eun / Kim Min-jung |